# Chainlink
Chainlink 是一个在以太坊区块链上的去中心化数据预言机网络，旨在将区块链智能合约与可信任、防篡改的现实世界数据来源实时连接起来。Chainlink的联合创始人是 Sergey Nazarov 和 Steve Ellis。项目重点合作伙伴有国际金融结算网络 SWIFT、联邦快递、英特尔，顾问包括前谷歌首席执行官埃里克·施密特、前领英首席执行官杰夫·韦纳。Chainlink 的代币是 LINK。

## 技术

### 去中心化预言机网络
区块链上智能合约应用，可以配合事件而自动执行，举例 “假如今天飞机航班延误，那么保险公司 A 就向客户 B 付赔偿金”，事件也可以涉及各种货币汇率、股票价格、甚至 GPS 信号等。
但是，如何向区块链实时馈送现实世界的数据 (比如 “今天航班信息”) ？如何确保这些链外数据实时、真确、可信任？Chainlink 的理念是解决这个智能合约运作的挑战：数据预言机 (oracle) 问题。
Chainlink 基于以太坊建立去中心化数据预言机网络，网络上的不同节点连接到现实世界的信息源；任何人只要质押 LINK 代币，都可以设置节点加入网络。
承接上方简单例子，当智能合约请求航班延误数据，连结不同航班信息源的多个节点，可以通过出价竞拍机制，竞争提供航班延误信息，并互相验证信息是否真确，避免个别节点信息错误、或者被操控提供假信息的潜在情况。然后，Chainlink 会将经过汇总、验证的数据，转化成区块链智能合约适用格式的数据，回应提出请求的智能合约。
在 Chainlink 的奖罚机制下，表现最好的节点 (最快速提供真确数据) 会得到智能合约付出的费用，提供更好信息、拥有更高声誉的节点，就能收取更高费用。相反，如果节点提供的信息有误，节点质押的 LINK 会被扣减。

### 可验证随机函数 (VRF)
Chainlink 在 2020 年推出可验证随机函数 (Verifiable Random Function) 功能。大量区块链智能合约需要产生随机函数的功能，比如加密保安、NFT 项目、彩票、营销、粉丝激励、公平选拔、区块链游戏等。但是，如何避免随机函数产生器被恶意攻击、操控？如何确保可以验证出生成数值是真正随机？
Chainlink VRF 功能，可以用于为应用程序构建，可靠公允的生成随机函数智能合约。对于每个生成随机函数请求，Chainlink VRF 功能会生成一个随机数和该数字是如何确定的加密证明。该证明会在区块链上公开发布和核查，确保不会被篡改。

## 历史
Chainlink 是区块链技术公司 SmartContract 的产品。SmartContract 在 2014 年成立，获得美国投资公司 Data Collective 投资，在 2017 年 9 月发布 “ChainLink：去中心化预言机网络” 白皮书，作者分别是 Sergey Nazarov、Steve Ellis 和康奈尔大学计算机科学教授 Ari Juels。2017 年，SmartContract 成立 Chainlink Labs 团队负责 Chainlink 技术研究和开发。
2017 年 10 月，SmartContract 在环球银行金融电信协会 (SWIFT) 的会议活动上发布概念验证产品，将智能合约应用于简化债券交易和利息支付。SmartContract 在 2016 年由 SWIFT 举办创业挑战赛赢得奖金 10 万美元。
2017 年 11 月，Chainlink 完成首次代币公开发售 (ICO)，得到 3,200 万美元。
2018 年 11 月，Chainlink 宣布整合 Ari Juels 开发的系统 Town Crier，让以太坊可以接收 HTTPS 格式的网上数据源。
2019 年 5 月 30 日，Chainlink 正式在以太坊主网上线。
2019 年 6 月，Chainlink 宣布和谷歌、甲骨文建立合作伙伴协议。同月，LINK 代币在 Coinbase 上市交易。
2020 年 9 月，Chainlink 宣布整合 Ari Juels 开发的系统 DECO，该系统使用零知识证明技术让用户可以在网上、以无需透露敏感信息的情况下证明信息真确。同时 Ari Juels 宣布加入 Chainlink Labs 担任首席科学家。
2021 年 12 月 8 日，Chainlink 宣布前谷歌首席执行官、Alphabet 集团技术顾问埃里克·施密特，担任 Chainlink Labs 策略顾问。
2022 年 2 月，美国银行研究报告指出，超过 1,100 个区块链项目，譬如 Aave、Yearn.Finance、Paxos 等正在使用 Chainlink，而美联社、AccuWeather 等机构也在 Chainlink 网络上经营节点。  

## LINK 代币
Chainlink 代币 LINK 总供应量上限在 1,000,000,000 LINK。该代币主要用于支付链外数据提供商、ChainLink 节点运营商、和其他在线服务提供商，作为服务费用。要在 Chainlink 网络经营节点，需要先质押大量 LINK 代币，作为回应服务请求前做出的抵押。
简单来说，节点提供真确数据，就可以获得 LINK 代币作为回报，相反如果节点提供错误数据或服务出错，就可能被扣减质押的 LINK。

## 其他资料
Chainlink 项目在线上有一个庞大社群，称为 “Link Marines” ("LINK 海军")，输出项目和 LINK 代币的大量宣传甚至具有鼓动性吹捧的内容。
Chainlink 在去中心化预言机网络方面的竞争对手是 Band Protocol。Band 协议成立于 2017 年，在 2019 年 9 月推出数据预言机平台 1.0 版，它与 Chainlink 的差异之一是 Chainlink 基于以太坊区块链，而 Band 在初期基于以太坊、后来迁移到 Cosmos 区块链。 